# Estigmene griseata
Estigmene griseata är en fjärilsart som beskrevs av George Francis Hampson 1916. Estigmene griseata ingår i släktet Estigmene och familjen björnspinnare. Inga underarter finns listade i Catalogue of Life.